# Copenaghen Open 1976
Il Copenaghen Open 1976 è stato un torneo di tennis giocato sul sintetico indoor. È stata la 2ª edizione del Copenaghen Open che fa parte del Commercial Union Assurance Grand Prix 1976. Il torneo si è giocato a Copenaghen in Danimarca dal 18 al 24 gennaio 1976.

## Campioni

### Singolare maschile
Lars Elvstrøm ha battuto in finale  Jean-François Caujolle con il punteggio di 6–4, 6–4

### Doppio maschile
- Doppio non disputato